# Lebong
Lebong est un village du district montagneux de Darjeeling dans l'État du Bengale-Occidental, en Inde. L’armée indienne y entretient une garnison importante. 

## Géographie
Situé à 1 700 mètres d’altitude, ce village se trouve à huit kilomètres au nord de Darjeeling, sur la route qui descend vers la rivière Rangeet et la ville de Jorethang, au Sikkim. 

## Histoire
Les premières plantations de thé auraient été faites à Lebong, dans les années 1850. 
En 1882, une garnison de l’Armée des Indes britanniques s’installe sur la large crête de Lebong à 300 mètres en contrebas de Darjeeling. Lebong devient rapidement un centre anglo-indien important de la région de Darjeeling. Un hippodrome y est construit. 
Après l’indépendance du pays, en 1947, l’armée indienne prend le contrôle du camp militaire. Elle s’y trouve toujours. L’hippodrome est transformé en stade de sports et terrain de cérémonies publiques et parades militaires. En de rares occasions on y organise encore des courses de chevaux. Il est utilisé également comme hélisurface lorsque des personnalités importantes visitent la ville de Darjeeling.

## Personnalités liées à la ville
- Lawrence T. Picachy : archevêque de Calcutta né à Lebong (son père y étant médecin au service de la garnison militaire)